# Mauro Núñez
Pour les articles homonymes, voir Núñez.
Núñez  Cáceres est un nom espagnol. Le premier nom de famille, en général paternel, est Núñez ; le second, en général maternel, souvent omis, est Cáceres.

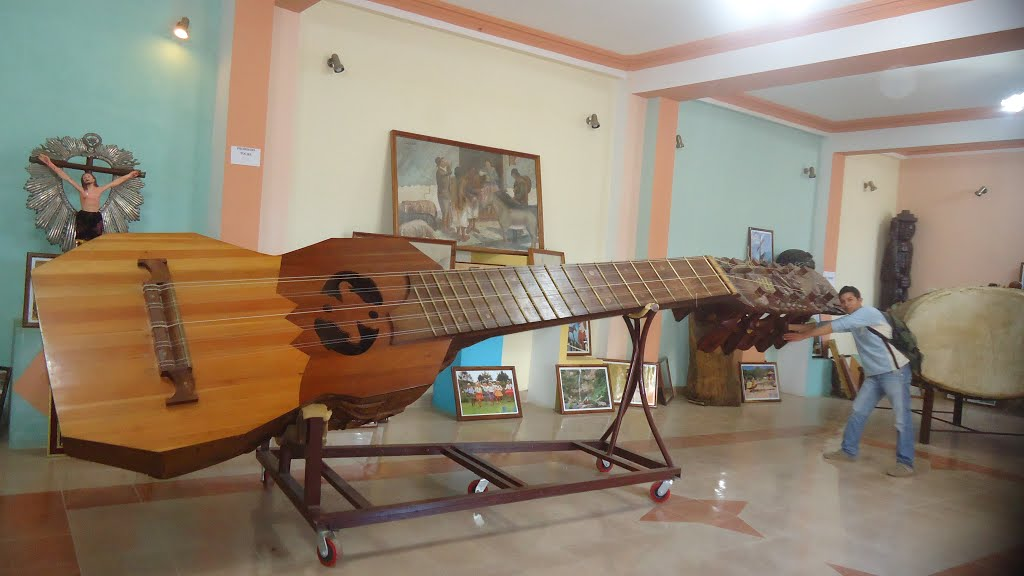
Le plus grand charango du monde, au musée Mauro Núñez de Villa Serrano, en Bolivie.

Mauro Núñez Cáceres, né le 15 janvier 1902 à Villa Serrano, dans la province de Belisario Boeto, en Bolivie, et mort le 11 octobre 1973 à Sucre (Bolivie), est un musicien et compositeur bolivien. 
Joueur de charango, il est surnommé le « padre del folclor boliviano » dans son pays.